# Tachydromia papuana
Tachydromia papuana är en tvåvingeart som beskrevs av Patrick Grootaert 1987. Tachydromia papuana ingår i släktet Tachydromia och familjen puckeldansflugor. Inga underarter finns listade i Catalogue of Life.